# Nella Fantasia

## 사라 브라이트만의 노래
원곡은 오보에를 위한 기악곡이었지만, 사라 브라이트만이 1998년에 발표한 그녀의 앨범《Eden》에 "Nella Fantasia"란 제목 아래 새로 가사가 들어간 이 버전을 수록하였다.
| “ | 다음 곡은 엔니오 모리코네가 영화 미션을 위해 작곡한 기악곡입니다. 약 3년 전에 제가 모리코네 씨에게 저 곡에 노래할 수 있도록 허락해 달라고 편지를 썼습니다. 하지만, 그는 완강히 거절했습니다만, 저의 간절한 마음을 알 때까지 2개월마다 부탁의 편지를 썼고, 결국 허락해 주었습니다. 그가 그렇게 해주었을 때, 정말로 기뻤습니다. 왜냐하면, 이 곡은 아름다운 노래이니까요. | ” |
|   | — 사라 브라이트만, 1999년 3월, 《One Night in Eden》콘서트 비디오 녹화 작업 중 그녀가 이 곡을 소개할 때의 말 |   |

## 이탈리아어 노랫말
| 이탈리아어 원문: Nella fantasia io vedo un mondo giusto, Li tutti vivono in pace e in onestà. Io sogno d'anime che sono sempre libere, Come le nuvole che volano, Pien' d'umanità in fondo all'anima. Nella fantasia io vedo un mondo chiaro, Li anche la notte è meno oscura. Io sogno d'anime che sono sempre libere, Come le nuvole che volano. Nella fantasia esiste un vento caldo, Che soffia sulle città, come amico. Io sogno d'anime che sono sempre libere, Come le nuvole che volano, Pien' d'umanità in fondo all'anima. | 한국어 번안: 나의 환상 속에서 난 올바른 세상이 보입니다 그 곳에선 누구나 평화롭고 정직하게 살아갑니다 난 영혼이 늘 자유롭기를 꿈꿉니다 저기 떠다니는 구름처럼요 영혼 깊이 인간애 가득한 그 곳 나의 환상 속에서 난 밝은 세상이 보입니다 그 곳은 밤에도 어둡지 않습니다 난 영혼이 늘 자유롭기를 꿈꿉니다 저기 떠다니는 구름처럼요 나의 환상 속에서 따뜻한 바람이 붑니다 그 바람은 친구처럼 도시로 불어옵니다 난 영혼이 늘 자유롭기를 꿈꿉니다 저기 떠다니는 구름처럼요 영혼 깊이 인간애 가득한 그 곳 |

## 커버 버전
사라 브라이트만 외에 이 곡을 수록한 앨범은 2004년에 발매한 일 디보의 《Il Divo》, 2007년에 발매한 폴 포츠의 《One Chance》, 2005년에 발매한 아미치 포에버의 《Difined》 등이 있다.

### 대한민국에서의 커버
2004년 팝페라 테너 임형주가 자신의 세 번째 정규 앨범《Misty Moon》에 이 곡을 수록하여 처음으로 대한민국에 소개하였고, 2010년에는 KBS 2TV 《해피선데이》 남자의 자격 합창단이 합창 버전으로 편곡하여 거제도 합창 대회에서 이 노래를 불렀다. 남자의 자격 합창단에서 배다해와 함께 소프라노 리드 싱어로 활약한 선우는 2010년에 발표한 미니 앨범《Harmony》에 이 노래를 수록하였다. 싱어송라이터 박기영은 2015년에 발표한 크로스오버 앨범 《A Primeira Festa》에서 이 노래를 타이틀곡으로 수록하였고, 2016년 1월에는 KBS 2TV 《불후의 명곡2》에서 이 노래를 불렀는데 그 동영상의 영상 조회수가 980만뷰를 넘어섰다. 이는 사라 브라이트만의 조회수(430만뷰)보다도 높은 수치이며, 유튜브 내 <넬라 판타지아> 관련 영상 중 전 세계 최고 조회수를 기록하고 있다.